# カロライン級軽巡洋艦
| カロライン級防護巡洋艦 | カロライン級防護巡洋艦 |
| ---------------------- | --- |
| 「カロライン」         | |
| 艦級概観               | |
| 艦種                   | 軽巡洋艦 |
| 艦名                   | Cで始まる単語 |
| 前級                   | アリシューザ級軽巡洋艦（初代） |
| 次級                   | カライアピ級 |
| 性能諸元               | |
| 排水量                 | 常備：4,219トン 満載：-トン |
| 全長                   | 135.9m |
| 水線長                 | 128.0m |
| 全幅                   | 12.6m |
| 吃水                   | 4.5m |
| 機関                   | ヤーロウ式重油専焼水管缶12基 +パーソンズ式（カリスフォートのみブラウン・カーチス式）直結タービン2組4軸推進                                               |
| 最大出力               | 40,000hp |
| 最大速力               | 28.5ノット |
| 航続距離               | 18ノット/3,680海里 |
| 燃料                   | 重油：916トン |
| 乗員                   | 325名 |
| 兵装（竣工時）         | Mk XII 15.2cm（45口径）単装速射砲2基 Mk IV 10.2cm（45口径）単装速射砲8基 Mk I 7.6cm（23口径）単装高角砲1基 4.7cm単装速射砲4基 53.3cm連装魚雷発射管2基4門 |
| 兵装（1919年時）       | Mk XII 15.2cm（45口径）単装速射砲4基 Mk I 7.6cm（23口径）単装高角砲2基 4.7cm単装速射砲4基 53.3cm連装魚雷発射管4基8門                                     |
| 装甲                   | 舷側：76mm（最厚部）、38mm（艦首・艦尾部） 甲板：25mm（機関区のみ） 司令塔：152mm                                                                        |

カロライン級軽巡洋艦（Caroline class Light cruiser）はイギリス海軍の軽巡洋艦の艦級で、本級はC級軽巡洋艦のサブグループの1つに分類されている。

## 概要
本級は1913年度計画において8隻の建造が承認されたが、このうち2隻は推進機関を改正してカライアピ級軽巡洋艦となったため、厳密にカロライン級として就役した物は6隻となった。
本級の基本設計はアリシューザ級軽巡洋艦に採ったが、航海性能に不満があった欠点を解消すべく全長を3m・全幅を約0.7m伸ばして船体を大きくしたことにより外洋での復元性を改善した。
本級のうちネームシップのカロラインは博物館船として現存している。

## 艦形
本級の船体は長船首楼型船体を採用していた。艦首は垂直に切り立った艦首から甲板上に「Mk XII 10.2cm（45口径）速射砲」を防盾の付いた単装砲架で並列で2基、司令塔と艦橋と1段の見張り所を持つ単脚式の前部マストが立つ。等間隔に並ぶ3本の煙突の舷側は艦載艇置き場となっており、艦載艇は2本1組のボート・ダビットが片舷3組で計6組により運用された。左右の舷側甲板上に10.2cm速射砲が防盾の付いた単装砲架で片舷3基ずつ計8基配置されていた。後部甲板上に上部構造物が設けられ、後部単脚マストと後ろ向きに15.2cm主砲が1基、後部甲板上に1ずつの計2基が配置された。
就役後の1915年に「カリスフォート」と「クレオパトラ」は前部甲板上にプラットフォームを設けてフランス製の戦闘機1機を運用できるように改装されたが1916年に撤去された。1916年に10.2cm速射砲2基を撤去して15.2cm速射砲1基を追加した。1917年に司令塔と10.2cm全てを撤去し、その代わりに15.2cm速射砲1基を追加して主砲は4門となった。

## 兵装

### 主砲
主砲は本級から「Mk XII 1913年型 15.2cm（45口径）速射砲」を採用した。その性能は重量45.36kgの砲弾を仰角15度で12,344mまで届かせられるこの砲を単装砲架で2基を搭載したが後に4基に増加した。砲架の俯仰能力は仰角15度・俯角7度で旋回角度は240度の旋回角度を持っていたが実際は上部構造物により射界の制限を受けた。砲の旋回、砲身の上下・砲弾の装填の動力は人力を必要とした。発射速度は毎分5発から7発である。

### 備砲、魚雷兵装
副武装として「Mk IV 1904年型 10.2cm（40口径）速射砲」を採用した。その性能は重量14.06kgの砲弾を仰角20度で8,780mまで届かせられるこの砲を単装砲架で8基搭載したが1917年に全て撤去された。砲架の俯仰能力は仰角30度・俯角10度で旋回角度は360度の旋回角度を持っていたが実際は上部構造物により射界の制限を受けた。砲の旋回、砲身の上下・砲弾の装填の動力は人力を必要とした。発射速度は毎分13発である。
他に対空火器として「1910年型 Mark I 7.62cm（40口径）高角砲」を採用している。その性能は5.67kgの砲弾を仰角45度で9,970m、最大仰角90度で7,160mの高度まで到達できた。単装砲架は左右方向に180度旋回できたが実際には上部構造物により射界に制限を受けた。砲身の俯仰は仰角90度・俯角10度で発射速度は毎分12発から14発だった。
近接火器として「ヴィッカース 1900年型 Mk I 4.7cm（50口径）速射砲」を採用している。1.5kgの砲弾を仰角80度で4,570mまで到達できた。単装砲架は360度の旋回角度を持っていたが実際は上部構造物により射界の制限を受けた。俯仰は仰角80度・俯角5度で発射速度は毎分25発だった。これを単装砲架で4基を搭載した。他に主砲では手に負えない相手への対抗として53.3cm魚雷発射管を連装2基ずつ装備した。

## 機関
本級はヤーロウ式重油専焼水管缶12基とパーソンズ式直結タービンを高速タービンと低速タービンを1組として2組4軸を組み合わせて最大出力40,000shp、最大速力28.5ノットを発揮した。なお、「カリスフォート」のみタービンはブラウン・カーチス式だった。機関配置は第一次大戦前の「装甲巡洋艦」と同じく機関区前部にボイラー室、後部に機関室を置く旧時代的な配置を採っていた。

## ギャラリー

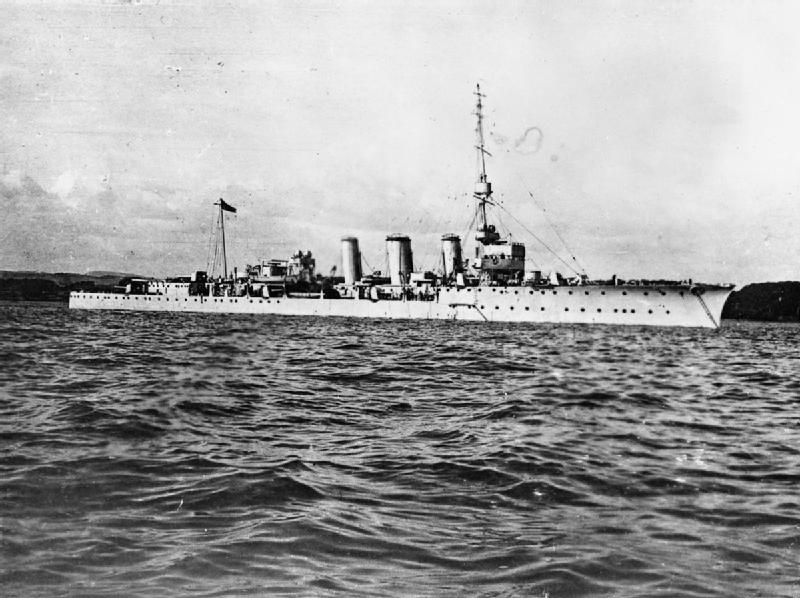
「コーデリア」
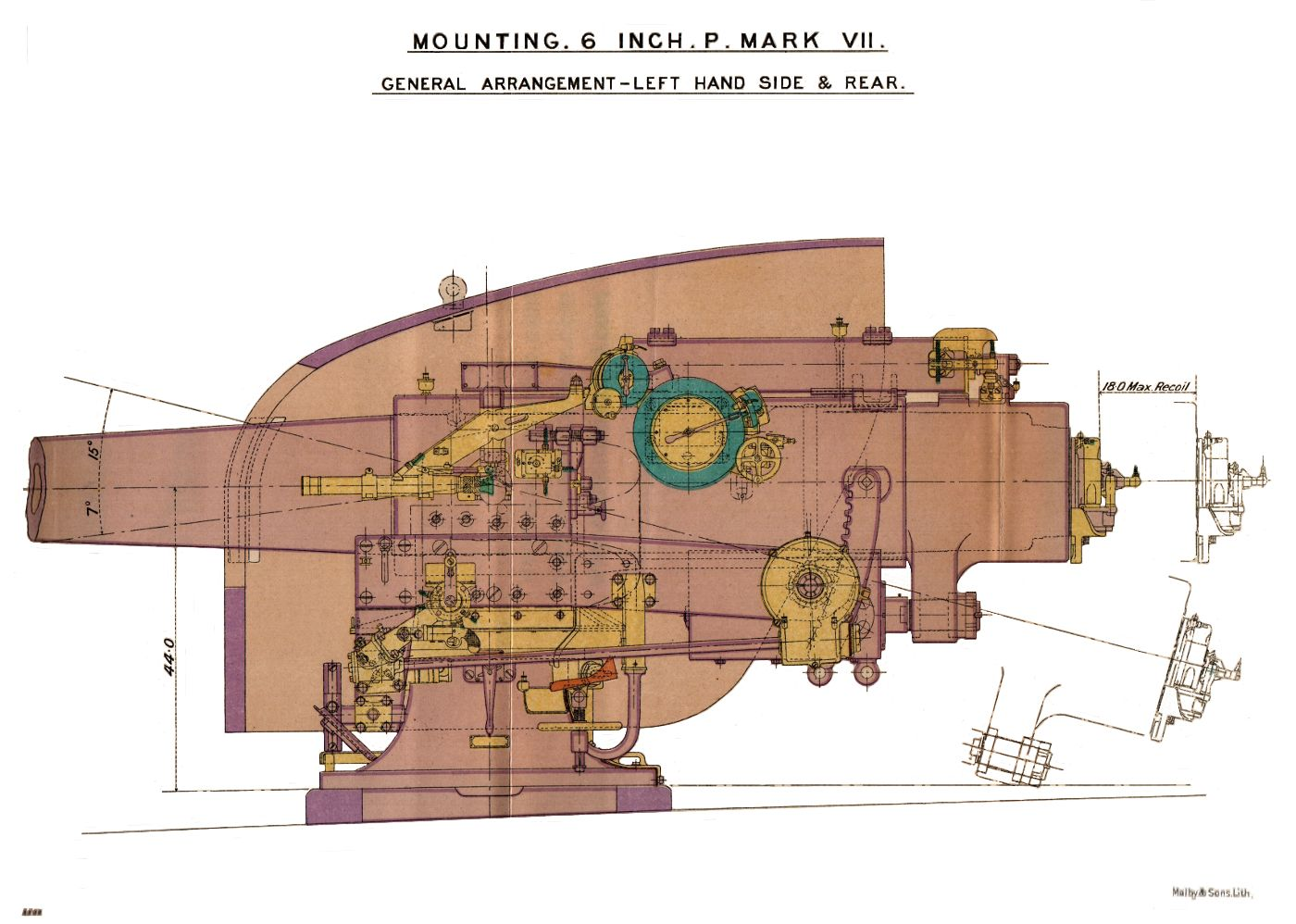
15.2cm（45口径）速射砲のイラスト

## 参考図書
- 『世界の艦船 増刊第46集 イギリス巡洋艦史』（海人社)
- 『世界の艦船 2010年1月増刊号 近代巡洋艦史』（海人社）
- Conway All The World's Fightingships 1906–1921 (Conway)
- Conway All The World's Fightingships 1922-1946 (Conway)
- Jane's Fighting Ships Of World War I (Jane)